# Universiteit van Illinois

Logo

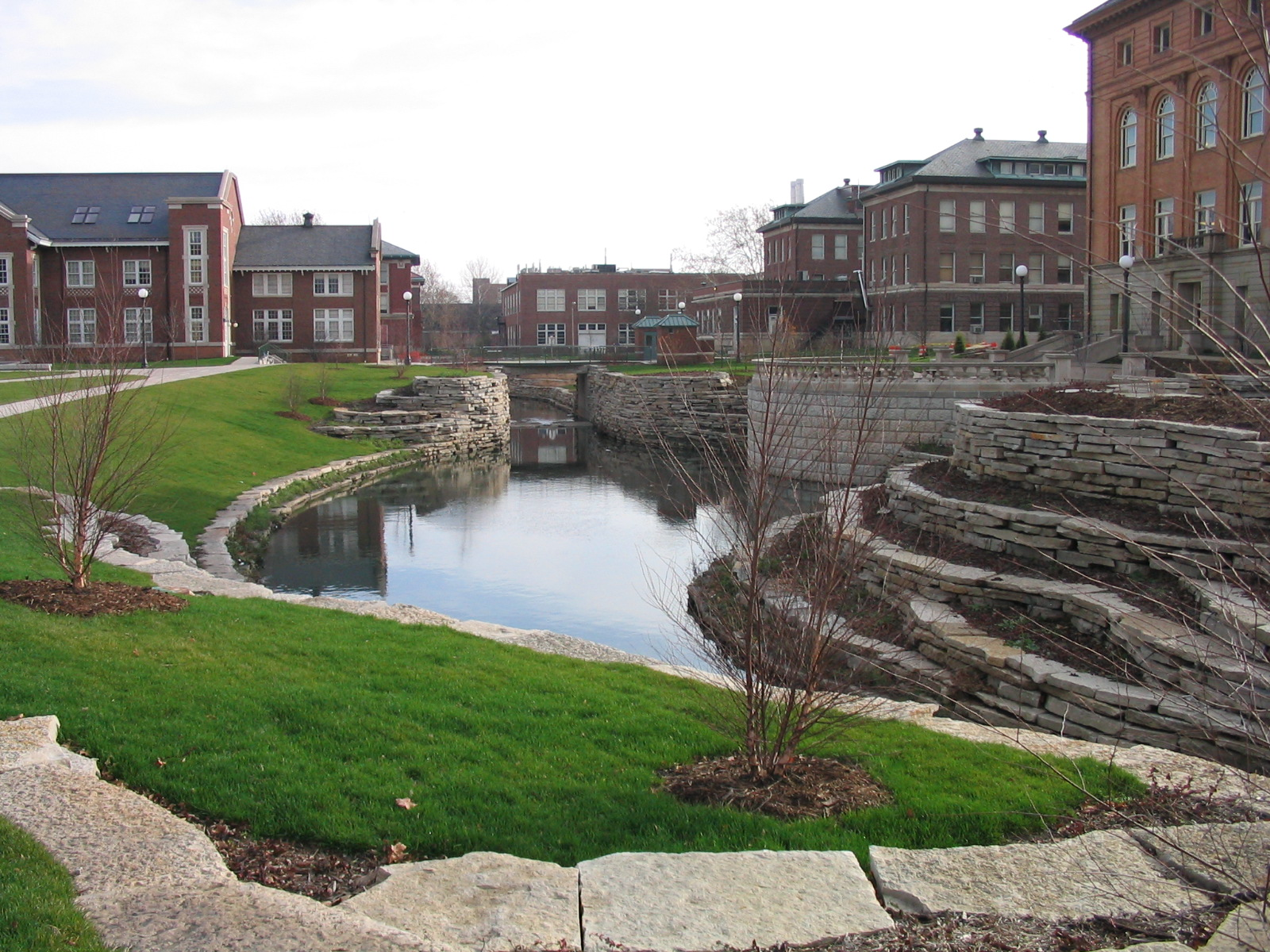
Universiteitsgebouwen te Urbana-Champaing

De Universiteit van Illinois is een publieke universiteit in de Amerikaanse staat Illinois met drie grotendeels onafhankelijke campussen.  De universiteit werd in 1867 opgericht.  De universiteit beschikt over een 'endowment' van 2,2 miljard dollar.
De drie verschillende campussen op volgorde van grootte en academisch prestige zijn:
- De Universiteit van Illinois te Urbana-Champaign (UIUC)
- De Universiteit van Illinois te Chicago (UIC)
- De Universiteit van Illinois te Springfield (UIS)

Vooral UIUC en UIC zijn succesvol zowel op het gebied van onderwijs als onderzoek, blijkens hun classificatie als Carnegie 1 Research Instituten.  De campus in Springfield is daarentegen vooral onderwijs gedreven en presteert minder op het gebied van wetenschappelijk onderzoek.
Als universiteit is de Universiteit van Illinois de enige Amerikaanse publieke universiteit die in 2003 twee onderzoekers in dienst had die in hetzelfde jaar een Nobelprijs uitgereikt kregen.  Ook was John Bardeen, de enige wetenschapper die twee Nobelprijzen won, aan de Universiteit van Illinois, meer specifiek de UIUC campus, verbonden.  